# 亞當斯鎮區 (印地安納州里普利縣)
亞當斯鎮區（英語：Adams Township）是位於美國印地安納州里普利縣的一個行政鎮區。

## 地方資料
根據2010年美國人口普查的數據，亞當斯鎮區的面積為113.40平方千米，當中陸地面積為112.00平方千米，而水域面積為1.40平方千米。當地共有人口5119人，而人口密度為每平方千米45.14人。